# Estació del Vendrell
El Vendrell és una estació de ferrocarril propietat d'adif situada a la població del Vendrell a la comarca del Baix Penedès. L'estació es troba a la línia Barcelona-Martorell-Vilafranca-Tarragona per on circulen trens de la línia R4 de Rodalies de Catalunya operat per Renfe Operadora, servei que uneix el Bages, el Vallès Occidental i Barcelona amb Sant Vicenç de Calders via les comarques del Baix Llobregat, Alt Penedès i Baix Penedès. També circulen trens de la línia RT2 de Rodalies de Tarragona que uneix El Vendrell amb Tarragona.
Aquesta estació de la línia de Vilafranca va entrar en servei l'any 1865 quan es va obrir el tram entre Martorell i Tarragona, sis anys més tard que la línia arribés a Martorell.
L'any 2016 va registrar l'entrada de 499.000 passatgers.

## Serveis ferroviaris
| Procedència/Destinació        | <                      | Línia | >       | Procedència/Destinació |
| ----------------------------- | ---------------------- | ----- | ------- | ---------------------- |
| Rodalia del Camp de Tarragona |                        |       |         |                        |
| Port Aventura                 | Sant Vicenç de Calders |       | L'Arboç | L'Arboç                |
| Rodalia de Barcelona          |                        |       |         |                        |
| Sant Vicenç de Calders        | Sant Vicenç de Calders |       | L'Arboç | Terrassa Manresa       |

## Edifici de l'estació
L'antic edifici de l'estació a la Rambla està protegit com a bé cultural d'interès local. S'hi accedeix mitjançant una escalinata. Consta de cinc cossos verticals, tres dels quals sobresurten més, trencant la monotonia del conjunt arquitectònic. El cos central, com dos del laterals, és decorat amb bandes de disposició horitzontal tractades amb alt relleu. Al llarg de la façana de l'edifici, es disposen una sèrie de finestres quadrangulars amb cornisa a la part superior i algunes obertures d'arc de mig punt. Aquesta repetició d'elements arquitectònics dona monotonia a la construcció. Rematant l'edifici es troba una cornisa trencada i damunt una barana de pedra.